# Якобсен, Сабина
Сабина Якобсен (швед. Sabina Jacobsen; в девичестве Розенгрен, Rosengren; род. 24 марта 1989, Лунд, Мальмёхус) — шведская гандболистка, защитник, играла в амплуа полусреднего или линейного.

## Карьера
Карьера Сабины Якобсен началась в клубе «Луги», в котором она играла с 2006 по 2012 годы. Здесь она трижды подряд выигрывала чемпионат в элитной лиге. В 2012 «Луги» играл в финале кубка против «IK Sävehof», но потерпел поражение. После этого сезона Сабина переехала в Данию и стала играть в клубе «Рандерс». В сезоне 2012/2013 она играла в Лиге чемпионов, в результате Сабина Якобсен была названа игроком года в шведском гандболе. В следующем сезоне Сабина получила травму крестообразной связки.

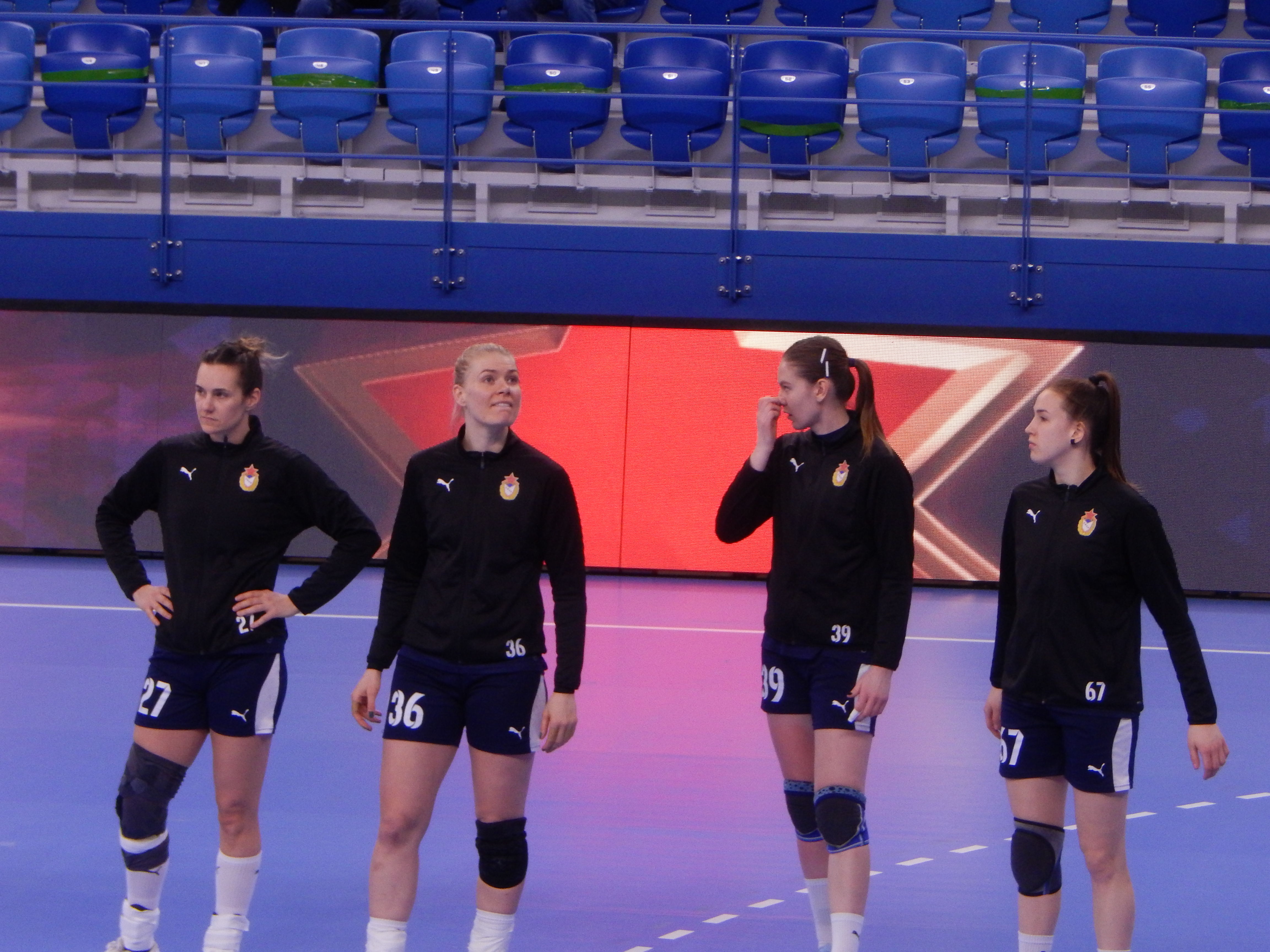
Сабина Якобсен в составе клуба «ЦСКА» (на фото слева, 2021)

В 2014 году она перешла в другой датский клуб «Мидтьюлланн». Сабина играла в клубе до 2018 года, пока руководство клуба не объявило о том, что сворачивает гандбольную деятельность и планирует финансировать только футбольный клуб. После этого Якобсен перешла в румынский «Бухарест», в котором играла один сезон. После этого она перешла в российский новый клуб ЦСКА и в сезоне 2020/2021 вместе с ним стала чемпионкой России.
Дебютировала за сборную в 2007 году, однако затем не сумела сразу войти в основной состав до чемпионата мира 2009 года в Китае. После этого турнира она была в составе всех сборных за исключением Олимпийской 2012 года, когда Сабина получила травму. Когда Йоханна Виберг покинула сборную после Олимпиады 2012 года, Сабина была назначена новым капитаном команды. В сезоне 2012/2013 Сабина была названа гандболисткой года в Швеции. Принимала участие в Олимпийских играх 2016 года. Гандболистка объявила, что завершит карьеру в сборной в 2021 году.